# Conseil d'autodéfense de l'Ambazonie
Le Conseil d'autodéfense de l'Ambazonie, aussi appelé le Conseil militaire de l'Ambazonie, les Forces militaires de l'Ambazonie et les Forces de restauration de l'Ambazonie (CAA, CMA, FMA, FRA, en anglais : Ambazonia Self-Defence Council, ASC, Ambazonia Military Council, AMA, Ambazonia Military Forces, AMF, et Ambazonia Restoration Forces, ARF), est une organisation faîtière regroupant des groupes armés séparatistes actifs dans les deux régions anglophones du Cameroun, le Nord-Ouest et le Sud-Ouest.
Elle regroupe notamment le Red Dragon, les Tigres de l'Ambazonie, Seven Karta, les Manyu Ghost Warriors, l'Armée de restauration de l'Ambazonie (ARA), les Forces de défense du Cameroun méridional (FDCM) et les Bui Unity Warriors (BUW). Collectivement, ces groupes pourraient dépasser les Forces de défense de l'Ambazonie (FDA).

## Histoire

### Création et montée en puissance
En mars 2018, le CAA  est créé par le gouvernement intérimaire de l'Ambazonie dirigé par Samuel Ikome Sako. Ce dernier souhaite inclure tous les groupes séparatistes, y compris les FDA. Cependant, elles refusent de rejoindre la coalition, préférant davantage une coopération qu'une intégration. Le CAA ne semble pas disposer d'une structure de commandement centralisée, bien qu'il regroupe un certain nombre de groupes locaux.
En mars 2019, le Conseil de libération du Cameroun méridional (CLDM) est créé. Quelques jours plus tard, il déclare la fin immédiate d'un couvre-feu dans le département du Fako de la région du Sud-Ouest, précédemment acté par le gouvernement intérimaire. Bien que le CAA soit loyal envers le gouvernement intérimaire et que ce dernier fasse partie du CLDM, le CAA refuse de mettre fin au couvre-feu. Ce refus exprimé par le CAA, est motivé par le manque de consultation de la part du CLDM.
En 2021, le CAA devient plus connu sous le nom de Forces de restauration de l'Ambazonie (FRA),,.

### Émergence de luttes internes
En janvier 2022, les FRA commencent à se fracturer à la suite de conflits entre ses membres. Plusieurs commandants du groupe de l'organisation, dont le général No Pity et le général Mad Dog, forment les Bui Unity Warriors (BUW) en opposition aux Bui Warriors du maréchal Insobu, un autre groupe au sein des FRA. 
En février 2022, les luttes internes s'intensifient lorsque le gouvernement intérimaire se scinde à la suite de la destitution de son chef Samuel Ikome Sako. Le général Mad Dog commence à attaquer les forces du commandant en chef des FRA, Oliver Lekeaka.
En avril 2022, les hommes du général No Pity tuent le maréchal Insobu.
En juillet 2022, Oliver Lekeaka est tué ; soit par l'armée camerounaise, soit par des séparatistes rivaux.